# مأمون صقال
د. مأمون صقال (ولد 1950 م) مصمم خطوط وزخرفي وخطاط ومعماري ومحاضر سوري، صمم العديد من الخطوط الرقمية التي أصبح بعضها جزءًا من نظام مايكروسوفت ويندوز، وحاز بعضها جوائز عالمية، وله كثير من الأبحاث عن الخط العربي والعمارة والزخرفة الإسلامية.
وهو أيضًا باحث أكاديمي ومحاضر عن تاريخ العمارة والخط العربي والفن الإسلامي في جامعة واشنطن وبعض المؤتمرات الدولية، ومؤسس «محترف صقال». وهو ابن الباحثين والأديبين لطفي الصقال ودرية الخطيب.

## النشأة والمسيرة
ولد مأمون بن لطفي الصقال عام 1950م في مدينة دمشق السورية، وهو في الأصل من مدينة حلب، ونشأ بها، وقد كان والده لطفي الصقال مدرسًا للغة العربية وأديبًا وخطاطًا فتعلم منه الخط في سن مبكرة ، كما تعلم فن الرسم من سن التاسعة في مركز الفنون التشكيلية بحلب وحيث تتلمذ هنالك على مجموعة من الرسامين منهم الرسام سامي برهان، وكذلك تعلم شيئًا من الخط على يد الخطاط إبراهيم الرفاعي، درس المرحلة الثانوية في ثانوية المأمون، ثم حصل على بكلاريوس في العمارة من جامعة حلب،
ثم انتقل إلى العيش بالولايات المتحدة الأمريكية في 1978، وازداد اهتمامه بالخط العربي والفن الإسلامي، وأصدر كثيرًا من الأبحاث عن الخط العربي والزخرفة الإسلامية، وله اهتمام بدمج العمارة بالخط العربي ، ومن أعماله في هذا تصميم مبنى مسجد عمر الفاروق في مونتليك تيراس، واشنطن. ثم وجه اهتمامه إلى تصميم الخطوط الرقمية، وقام بتصميم الكثير من الخطوط الرقمية بعضها لحساب شركة مايكروسوفت وشركات أخرى، وهو حاليًا باحث أكاديمي ومحاضر عن تاريخ العمارة الإسلامية والخط العربي في جامعة واشنطن وبعض المؤتمرات الدولية، كما انشأ مؤسسة محترف صقال (Sakkal Design) بولاية واشنطن.

## الشهادات العلمية
- 1974 بكلاريوس في الهندسة من جامعة حلب.
- 1982 ماجستير في الهندسة المدنية جامعة واشنطن.
- 2010 دكتوراة في الزخرفة الإسلامية جامعة واشنطن.[8] حيث كانت أطروحته للدكتوراة بعنوان «الخط الكوفي التربيعي في الفن الحديث تنقلات وتحولات» (Square Kufic Calligraphy in Modern Art, Transmission and Transformation).[11]

## الجوائز
- المسابقة الدولية الثالثة للخط: الجائزة الأولى في الخط الكوفي مركز أبحاث التاريخ والفنون والثقافة الإسلامية، إسطنبول، تركيا - 1993.[7]
- جائزة المركز الأول في مسابقة تصميم غلاف تقرير التنمية البشرية العربية، برنامج الأمم المتحدة الإنمائي، مدينة نيويورك - 2003.[7]
- جائزتان من جوائز الامتياز لخطوط صقال سيتا[12] وأراربيك تايبستينغ (Arabic Typesetting)[13] في مسابقة تصميم الخطوط الدولية من نادي مديري الفن في نيويورك لعام 2002، وخط مايكروسوف أيغور (Microsoft Uighur) في 2004.[14]
- الجائزة الأولى في مسابقة مجلة Letter Arts Review الدولية عام 2005.
- وسام التميز في مسابقة نادي مديري الفن في نيويورك عام 2015م خط بوستان Bustan.[15]
- الجائرة البرونزية من نادي مديري الفن في نيويورك لخط صقال كتاب - 2018.[16]

## أهم الخطوط
- خط أرابيك تايبستنغ (Arabic Typesetting) من إنتاج شركة مايكروسوفت.[17]
- خط كاليبري (Calibri) من إنتاج شركة مايكروسوفت.[18]
- خط صقال مجلة (Sakkal Majalla) من إنتاج شركة مايكروسوفت.[19]
- خط مايكروسوفت أيغور (Microsoft Uighur) من إنتاج شركة مايكروسوفت.[20]
- خط الظبي (Aldhabi) من إنتاج شركة مايكروسوفت.[21]
- خط أندلس (Andalus) من إنتاج شركة مونوتايب.[22]
- خط بوستان Bustan.[23]
- خط صقال كتاب (Sakkal Kitab).[24]
- خط صقال سيتا (Sakkal Seta).[25]

## أهم الأبحاث
- فن الخط العربي بالإنجليزية (The Art of Arabic Calligraphy)، طبع هذا البحث كفصل ضمن «كتاب نماذج الفونتات العربية» (Arabic Font Specimen Book).[26]
- أطروحة الدكتوراة «الخط الكوفي التربيعي في الفن الحديث تنقلات وتحولات» بالإنجليزية (Square Kufic Calligraphy in Modern Art, Transmission and Transformation).
- «نشأة الخط الكوفي التربيعي» بحث نشر في مجلة حروف عربية العدد 38 الصادر في ذي الحجة 1440هـ.[27]
- «الخط العربي في زمن الرقمية» بالإنجليزية (Arabic Calligraphy in the Digital Age) 2011.[28]

## وصلات خارجية
- الموقع الرسمي